# صفة من تقبل روايته ومن ترد
صفة من تقبل روايته ومن ترد في علم الحديث ومصطلحاته، هناك شروط محددة لقَبول رواية من روى حديثا لرسول الله -صلى الله عليه وسلم-
وشروط محدودة لرد روايته.
قال ابن الصلاح في مقدمته: أجمع جماهير أئمة الحديث والفقه على أنه يشترط فيمن يحتج بروايته: أن يكون عدلا، ضابطا لما يرويه. وتفصيله: أن يكون مسلما، بالغا، عاقلا، سالما من أسباب الفسق وخوارم المروءة، منتيقظا غير مغفل، حافظا إن حدث من حفظه، ضابطا لكتابه إن حدث من كتابه.
فاهما إن حدّث على المعنى. فان اختل شرط رُدت روايته، وتثبت عدالة الراوي باشتهاره بالخير والثناء الجميل عليه، أو بتعديل الأئمة، أو اثنين منهم له، أو واحد على الصحيح، ولو بروايته عنه في القول.
ولا يشترط في تحمل الحديث أهلية الرواية. فلو سمع في حال صغره، أو كفره، أو فسقه، ثم روى بعد بلوغه أو إسلامه أو عدالته قُبلَ.

## العدالة وأحكامها
عقد الخطيب البغدادي في كتابه الكفاية في علم الرواية بابا سماه بالكلام في العدالة واحكامها قال: عن عمر بن الخطاب رضى الله عنه يقول إن اناسا كانوا يؤخذون بالوحى في عهد رسول الله صلى الله عليه وسلم وان الوحي قد انقطع وانما آخذكم الآن بما ظهر من أعمالكم فمن أظهر لنا خيرا امناه وقربناه وليس إلينا من سريرته شيء الله يحاسبه في سريرته ومن أظهر لنا سوءا لم نأمنه ولم نصدقه وان قال ان سريرتى حسنة.
وعن الحسين بن علي رضى الله تعالى عنه أن النبي صلى الله عليه وسلم قال من عامل الناس فلم يظلمهم وحدثهم فلم يكذبهم ووعدهم فلم يخلفهم فهو من كملت مروءته وظهرت عدالته ووجبت إخوته وحرمت غيبته. 
وقال الشافعي: لا اعلم أحدا أعطى طاعة الله حتى لم يخلطها بمعصية الله الا يحيى بن زكريا عليه السلام ولا عصى الله فلم يخلق بطاعة فإذا كان الاغلب الطاعة فهو المعدل وإذا كان الاغلب المعصية فهو المجرح.